# 13017 Owakenoomi
13017 Owakenoomi (tên chỉ định: 1988 FM) là một tiểu hành tinh vành đai chính. Nó được phát hiện bởi Masaru Arai và Hiroshi Mori ở Đài thiên văn Yorii ngày 18 tháng 3 năm 1988. Nó được đặt theo tên Owakenoomi.